# Benkowski (obwód Płowdiw)
Benkowski (bułg. Бенковски) – wieś w południowej Bułgarii, w obwodzie Płowdiw, w gminie Marica. Według danych Narodowego Instytutu Statystycznego, 31 grudnia 2011 roku wieś liczyła 1379 mieszkańców.

## Historia
Z najwcześniejszych dokumentów wynika, że wieś Benkowski została założona w 1576 roku pod nazwą Myrzjan. Najprawdopodobniej była to osada tracka o czym świadczą liczne odkryte kurhany Traków. W 1880 roku została wybudowana cerkiew pw. Świętej Trójcy z licznymi freskami i ikonami. Pierwsza szkoła w Benkowiskim została zbudowana w 1929 roku. W 1933 roku powstała stacja kolejowa linii Płowdiw — Panagjuriszte. W 1939 roku wieś została przemianowana na Benkowski.